# Allen Strange
Allen Strange (The Journey of Allen Strange) è una serie televisiva statunitense in 57 episodi trasmessi per la prima volta nel corso di 3 stagioni dal 1997 al 2000. È una sitcom con elementi fantascientifici incentrata su un alieno che vive in incognito sulla Terra.

## Trama
L'alieno Xelan arriva fortunosamente sulla Terra, e incontra una ragazza quindicene, Robbie Stevenson, suo fratello minore Josh, di dieci anni, e il padre Ken. La famiglia lo adotta dandogli il nome di "Allen Strange". Allen ha poteri straordinari, tra cui la capacità di trasformarsi nella sua forma aliena, che gli permette di librarsi nell'aria. Egli possiede anche un'intelligenza estremamente elevata ed è in grado di leggere molto velocemente, semplicemente ponendo la mano sulla copertina di un libro. Ha un'affinità per il formaggio in scatola e vive nella soffitta in uno strano bozzolo alieno.

## Personaggi e interpreti
- Allen Strange, interpretato da Arjay Smith.
- Robbie Stevenson, interpretata da Erin J. Dean.
- Rain, interpretata da Eliana Reyes.
- Josh Stevenson, interpretato da Shane Sweet.
- Mr. Stevenson, interpretato da Jack Tate.
- Miss String, interpretata da Marianne Muellerleile.
- Gail Stevenson, interpretata da Mary Chris Wall.
- Prince Alazar, interpretato da Steve Sobel.
- Moose, interpretato da Sean Babb.
- Ashata, interpretato da Michael Desante.
- Zero, interpretato da Reggie Lee.
- Latanya, interpretata da Jaquita Ta'le.

## Produzione
La serie, ideata da Thomas W. Lynch, fu prodotta da Lynch Entertainment e Nickelodeon Network e girata a Culver City in California. Le musiche furono composte da Andrew R. Powell.

### Registi
Tra i registi sono accreditati:
- Jason Marsden in 9 episodi (1997-1999)
- Paul Hoen in 8 episodi (1997-1998)
- Lev L. Spiro in 7 episodi (1997-1999)
- Shawn Levy in 3 episodi (1997-1998)
- Dianah Wynter in 2 episodi (1997-1998)
- Topper Carew in 2 episodi (1998)

### Sceneggiatori
Tra gli sceneggiatori sono accreditati:
- Jean Gennis in 2 episodi (2000)
- Phyllis Murphy in 2 episodi (2000)
- Tommy Lynch in un episodio)
- Suzanne Bolch
- Anthony Cipriano
- Marshall Efron
- David Garber
- Bruce Haush
- Bruce Kalish
- John May
- Mindy Morgenstern
- Alfa-Betty Olsen
- Arthur Sellers
- Lance Whinery

## Distribuzione
La serie fu trasmessa negli Stati Uniti dall'8 novembre 1997 al 23 aprile 2000 sulla rete televisiva Nickelodeon. In Italia è stata trasmessa dal 1º novembre 2005 su Nickelodeon con il titolo Allen Strange. È stata distribuita anche in Spagna con il titolo El viaje de Allen Strange e in Francia con il titolo Les aventures fantastiques d'Allen Strange.

## Episodi
| Stagione         | Episodi | Prima TV USA |
| ---------------- | ------- | ------------ |
| Prima stagione   | 13      | 1997-1998    |
| Seconda stagione | 26      | 1998-1999    |
| Terza stagione   | 18      | 1999-2000    |